# Elena Kaganová
Elena Kaganová (* 28. dubna 1960, New York, Spojené státy americké) je americká právnička, od 7. srpna 2010 soudkyně Nejvyššího soudu Spojených států amerických. Jedná se v pořadí o 112. člena tohoto soudu a teprve čtvrtou ženu.

## Život
Narodila se v New Yorku a studovala na Princetonské univerzitě a na Harvardově univerzitě. Poté učila na Chicagské univerzitě, odkud odešla dělat poradce prezidentovi Billu Clintonovi. Později se vrátila na Harvardovu univerzitu, kde byla nejprve profesorkou a později děkankou právnické fakulty Harvardovy univerzity, jako první žena v této funkci.
Do Nejvyššího soudu ji nominoval prezident Barack Obama na místo uvolněné odchodem Johna Paula Stevense na odpočinek. Je považována za umírněnou členku liberálního křídla Nejvyššího soudu.
Je svobodná a bezdětná. Vyznáním se hlásí ke konzervativnímu judaismu.